# Sarah Schmitz (Fußballspielerin, 1995)
Sarah Schmitz (* 12. Dezember 1995) ist eine deutsche Fußballspielerin.

## Karriere
Aus der Jugend Borussia Mönchengladbachs stammend spielte Schmitz bis 2012 für den Nachwuchs des damaligen Bundesligisten FCR 2001 Duisburg, mit dessen Mannschaften sie Anfang 2014 zum MSV Duisburg wechselte. In der Hinrunde der Saison 2014/15 stand sie erstmals im Erstligakader der Duisburgerinnen, kam jedoch zu keinem Einsatz. Daher wechselte Schmitz Anfang 2015 zurück nach Mönchengladbach in die Regionalliga und schaffte dort innerhalb von zwei Jahren den Durchmarsch in die Bundesliga. Ihre Erstligapremiere feierte sie am 30. Oktober 2016 bei einem Auswärtsspiel gegen den FF USV Jena.